# Brenda Blethyn
Brenda Anne Bottle (Ramsgate, Kent, 20 de febrer de 1946), coneguda artísticament com a Brenda Blethyn, és una actriu britànica, Oficial de l'Orde de l'Imperi Britànic.

## Biografia
Quan tenia vint anys va començar la seva carrera al British Rail i va fer classes al Guildford School of Acting. Durant els anys setanta va treballar a la companyia nacional de teatre.
Els anys vuitanta va treballar a la BBC en diverses adaptacions de William Shakespeare, com El Rei Lear, un repertori clàssic que incloïa papers com els de Cordèlia, o ja fora d'obres shakespearianes, de Joana d'Arc.
A The Witches (1989), adaptació de la novel·la de Roald Dahl, interpretà la senyora Jenkins, una dona que consentia tots els capritxos al seu fill, transformat per l'acció d'unes bruixes en un ratolí. Tres anys després, Robert Redford va escollir-la per al paper de mare de Brad Pitt a El riu de la vida (1992).
Mike Leigh va oferir-li l'oportunitat a Secrets and Lies, on va donar vida a Cynthia, una dona que fou mare amb setze anys i que va créixer tenint cura del seu germà petit després de quedar-se orfes. Brenda va guanyar la Palma d'Or a la millor actriu al Festival de Cannes. Més endavant va recollir el Globus d'Or a la millor actriu dramàtica, i a final de gener va ser candidata a l'Oscar a la millor actriu, que finalment va guanyar Frances McDormand. El març, però, va guanyar el BAFTA a la millor actriu.
És així com Brenda va obrir una nova etapa en la seva carrera, associant la seva imatge en diverses ocasions a les classes obreres i populars. Així a La nit de les noies va encarnar Dawn, una treballadora d'una fàbrica malalta de càncer. A Little Voice va defensar el paper de Mari, una mare egoista, capaç d'explotar les qualitats musicals de la seva filla. El seu treball fou recompensat amb candidatures al Premi Globus d'Or, als Òscar i als BAFTA.
El 2000 va ser l'any dels seus majors èxits amb El jardí de la felicitat, on interpretava una vídua que plantava marihuana. Durant els anys següents va oferir variacions dels seus papers més característics a Plots with a View o Sonny, on debutava Nicolas Cage.

## Filmografia
| Any  | Pel·lícula                                  | Director           | Notes |
| ---- | ------------------------------------------- | ------------------ | --- |
| 1989 | La maledicció de les bruixes (The Witches)  | Nicolas Roeg       | |
| 1993 | El riu de la vida (A River Runs Through It) | Robert Redford     | |
| 1996 | Secrets and Lies                            | Mike Leigh         | Premi a la interpretació femenina (Festival de Canes) Globus d'Or a la millor actriu dramàtica BAFTA a la millor actriu Nominació − Oscar a la millor actriu |
| 1998 | Girls' Night                                | Nick Hurran        | |
| 1998 | Little Voice                                | Mark Herman        | Nominació − Oscar a la millor actriu secundària Nominació − Globus d'Or a la millor actriu secundària Nominació − BAFTA a la millor actriu secundària        |
| 1998 | Night Train                                 | John Lynch         | |
| 1999 | RKO 281                                     | Benjamin Ross      | |
| 2000 | Daddy and Them                              | Billy Bob Thornton | |
| 2000 | El jardí de l'alegria (Saving Grace)        | Nigel              | Nominació − Globus d'Or a la millor actriu musical o còmica                                                                                                  |
| 2001 | Anne Frank: The Whole Story                 | Robert Dornhelm    | |
| 2002 | Plots with a View                           | Nick Hurran        | |
| 2003 | Sonny                                       | Nicolas Cage       | |
| 2004 | Beyond The Sea                              | Kevin Spacey       | |
| 2005 | Pride & Prejudice                           | Joe Wright         | Nominació − BAFTA a la millor actriu secundària |
| 2006 | Pushers Needed                              |                    | |
| 2007 | Expiació (Atonement)                        | Joe Wright         | |
| 2009 | London River                                | Rachid Bouchareb   | |

## Premis i nominacions

### Nominacions
- 2001. Primetime Emmy a la millor actriu secundària en minisèrie o telefilm per Anne Frank: The Whole Story
- 2009. Primetime Emmy a la millor actriu convidada en sèrie dramàtica per Law & Order: Special Victims Unit